# Paul Ebner
Paul Josef Ebner (geboren 12. Dezember 1884 als Paul Gallizenstein in Wien; gestorben 18. Oktober 1930 in Berlin-Staaken) war ein österreichischer Filmmanager und Filmproduzent beim deutschen Stummfilm der 1920er Jahre.

## Leben und Wirken
Ebner ist einer der großen Unbekannten unter den Filmproduzenten vor 1933. Über seine frühe Vita ist kaum etwas bekannt. Der Sohn des Börsenmaklers Adolf Gallizenstein und dessen Frau Hermine, geb. Spitzer, kam wohl bereits vor dem Ersten Weltkrieg zum deutschen Film und arbeitete zunächst in leitender Position bei der Produktionsfirma Oskar Messters. 1918 gründeten Ebner und sein anderthalb Jahre jüngerer Bruder Maxim Galitzenstein eine eigene Produktionsfirma, die Maxim Filmgesellschaft Ebner & Co. OHG. Als Produktionsstätte dienten Ateliers beider früherer Chef Messter in der Berliner Blücherstr. 31/32, die beide Männer von Messter am 30. März 1919 anmieteten.
In nur zehn Jahren produzierten Ebner und Galitzenstein eine Fülle von Stummfilmen, die zum Teil beträchtliche Erfolge waren und mit berühmten Namen wie Ernst Lubitsch (Regisseur von Romeo und Julia im Schnee), Paul Wegener und Asta Nielsen (Hauptdarsteller in Steuermann Holk), Emil Jannings und Fritz Kortner (Hauptdarsteller in Die Brüder Karamasoff), sowie Henny Porten und G. W. Pabst (Hauptdarstellerin und Regisseur von Gräfin Donelli) aufwarten konnten. In der zweiten Hälfte der 1920er Jahre verflachte das künstlerische Œuvre der Produktionsfirma.
Zum Jahresende 1929, einhergehend mit dem Ende der Stummfilm-Ära, stellten Ebner und Galitzenstein die Produktionstätigkeit ein, da beider kleine Firma mit den großen Studios nicht mehr konkurrieren konnte. Paul Ebner kam am 18. Oktober 1930 bei einem Flugzeugunglück ums Leben. Ebner, ein begeisterter Kunstflieger, war bei der Vorführung eines Kunstfluges mit seiner Maschine in etwa 800 Metern Höhe ins Trudeln gekommen und abgestürzt. Er war sofort tot. Ein Tragflächenbruch gilt als wahrscheinliche Ursache. Sein Bruder versuchte anschließend weiterhin im Filmgeschäft zu reüssieren, scheiterte jedoch und nahm sich Anfang Dezember 1932 das Leben.
Paul Ebner hatte sich 1915 katholisch taufen lassen und als zusätzlichen Taufnamen Josef angenommen. Ab 1921 durfte er auch amtlich den Nachnamen Ebner statt Gallizenstein führen. Von 1924 bis zu seinem Tod war er mit Erna Hauck verheiratet.

## Filmografie
- 1919: Arme Thea
- 1920: Moj
- 1920: Der Kammersänger
- 1920: Romeo und Julia im Schnee
- 1920: Steuermann Holk
- 1920: Die Brüder Karamasoff
- 1921: Die Rache einer Frau
- 1921: Seefahrt ist not!
- 1921: Die drei Tanten
- 1921: Die verbotene Frucht
- 1921: Eines großen Mannes Liebe
- 1921: Kean
- 1922: Schatten der Vergangenheit
- 1922: Die Tänzerin Navarro
- 1923: Die Liebe einer Königin
- 1923: Das Geheimnis von Brinkenhof
- 1923: S.O.S. Die Insel der Tränen
- 1924: Gräfin Donelli
- 1924: Claire
- 1925: Der Herr Generaldirektor
- 1925: Der Maler und sein Modell
- 1925: Der Mann im Sattel
- 1926: Fedora
- 1926: Der Herr des Todes
- 1926: Der Sohn des Hannibal
- 1926: Wenn das Herz der Jugend spricht
- 1927: Die leichte Isabell
- 1927: Tragödie einer Ehe
- 1928: Ariadne in Hoppegarten
- 1929: Der Weg durch die Nacht
- 1929: Die Schleiertänzerin
- 1929: Anschluß um Mitternacht